# Station Jasiona
Station Jasiona is een spoorwegstation in de Poolse plaats Jasiona.